# Tomasz Mokwa
Tomasz Mokwa (Słupsk, 10 febbraio 1993) è un calciatore polacco, difensore del Piast Gliwice.

## Palmarès

### Club

#### Competizioni nazionali
- Campionato polacco: 1

Piast Gliwice: 2018-2019